# Ача-Кайынды (Ат-Башинский район)
Ача-Кайынды — деревня в Ат-Башинском районе Нарынской области Кыргызстана. Центр Ача-Кайындинского аильного округа.
Река Ача-Кайынды протекает с запада от деревни и впадает в реку Ат-Баши.
Расположен в 35 км южнее областного центра г. Нарын и в 218 км юго-восточнее от столицы Кыргызстана Бишкека.

## Население
По переписи населения 2022 года, в деревне проживало 5215 жителей.

## История
Возникла в 1930 году за счёт заселения кочевыми киргизами. После поселения был организован колхоз им. Орозбекова, первым председателем колхоза был Турдакун Сартбаев, после него председателем был Жантемиров Абдыралы. В деревне были построены улицы, намеченными Т. Сартбаевым и А. Жантемировым при помощи плуга.
В 1932 году колхоз имени Орозбекова был преобразован в три отдельных колхоза: колхоз Ача-Каинды, Ой-Терскен и Жаны-Талап.
В 1933 году колхозы были вновь воссоединены для формирования Ой-Терскенского аильного округа.
До 1958 года называлась деревней Ой-Терскен, а после того, как Баш-Каинды была отделена от сельсовета, деревня была переименована в Ача-Каинды. Деревня ныне называется Ача-Кайынды.

## Персоналии
- Курманбеков, Жумабек (1929—1991) — чабан, Герой Социалистического Труда (1966). Депутат Верховного Совета Киргизской ССР.